# The Invincible Iron Man
The Invincible Iron Man ist ein Zeichentrickfilm der Marvel Studios aus dem Jahr 2007. Der Film handelt von der Comicfigur Iron Man, die von Stan Lee und Larry Lieber geschaffen wurde.

## Handlung
Tony Starks Freund James „Rhodey“ Rhodes leitet eine Ausgrabung in China, bei der eine verschollen geglaubte Stadt zu Tage gefördert werden soll. Doch eine terroristische Gruppe namens Jade Dragons versucht die Ausgrabung zu verhindern; bei der letzten gewalttätigen Aktion der Rebellengruppe wird Rhodey entführt. Als Tony, der unterdessen Ärger mit seinem Vater und dem Vorstand von Stark Enterprises hat, davon erfährt, reist er umgehend nach China und wird dort ebenfalls von der Rebellentruppe gefangen genommen. Schwer verletzt wird er von Rhodey und einem chinesischen Medizinmann gerettet. Der Medizinmann erklärt Tony worum es den Jade Dragons geht. Sie wollen verhindern, dass der Mandarin erweckt wird, der vor 3.000 Jahren China beherrscht hat. Tony freundet sich mit Li Mei an. Die Rebellin ist eine direkte Nachfahre des Mandarin und ihr Vater war der letzte Würdenträger, der die Gabe an seinen Sohn weitergeben sollte. Da Li Mei jedoch sein einziges Kind blieb, hat sie sich bei den Jade Dragons eingeschlichen. Durch die Ausgrabung werden vier Krieger beschworen, die die Elemente widerspiegeln. Diese machen sich auf die Suche nach 4 Ringen.
Tony wird von den Jade Dragons erpresst ein Gerät zu bauen, welches die Stadt wieder versenken soll. Jedoch basteln Rhodey und er heimlich eine Rüstung zusammen und planen ihre Flucht. Bei einer Konfrontation ist es Li Mei schließlich, die den beiden zur Flucht verhilft. Zurück in den Vereinigten Staaten werden Tony und Rhodey beschuldigt, Waffenlieferungen an die Rebellen fingiert zu haben, sodass die Polizei hinter ihnen her ist. Es gelingt Tony jedoch, sich in ein Geheimlabor einzuschleichen in welchem die Rüstungen lagern, die auch als Waffen einsetzbar sind. Er beschließt mit Rhodey zusammen die vier Ringe zu bergen und so den Mandarin aufzuhalten. Tatsächlich kann er einen Ring bergen und drei der Elementargeister zerstören. Für die letzte Konfrontation muss er nach China zurück, wo er mit Li Mei zusammen arbeitet. Als er den letzten Geist zerstört und alle vier Ringe bei sich hat, übergibt er diese an Li Mei. Diese hintergeht jedoch Tony und beschwört ihrerseits den Mandarin. Tony muss gegen einen Drachen antreten, während Li Mei Kontakt zum Mandarin aufnimmt. Der Drache kann Tony beinahe aufhalten, doch Tony überlebt schwer verletzt. Währenddessen hat der Mandarin Besitz von Li Mei ergriffen. Tony kann sie jedoch überzeugen, dem Mandarin Widerstand zu leisten. Sie legt die Ringe wieder ab und so verschwindet der Mandarin wieder. Jedoch stößt er einen letzten Energiestrahl aus, der Li Mei tötet.
Zurück in den Vereinigten Staaten wird Tony von allen Anklagepunkten freigesprochen. Er kann außerdem den Streit mit seinem Vater beilegen.

## Hintergrund
The Invincible Iron Man wurde als Ableger der beiden Ultimate-Avengers-Filme konzipiert und erzählt die Entstehungsgeschichte des Superhelden Iron Man neu. Der Name von Tony Starks Alter Ego wird im Film an keiner Stelle erwähnt. Die Entstehungsgeschichte wurde von der Zeit des Vietnamkriegs in die heutige Zeit verlegt. Die Animationen wurden von Starburst Entertainment umgesetzt und beinhalten auch teilweise CGI-Effekte, zum Teil in 3D.
The Invincible Iron Man wurde in den Vereinigten Staaten am 23. Januar 2007 veröffentlicht. Eine deutsche Synchronfassung erschien am 3. Mai 2010 auf DVD.